# 埃娃·杜尔斯卡
埃娃·杜尔斯卡（波蘭語：Ewa Durska，1977年2月27日—），波兰女子田径运动员。她曾代表波兰参加2000年、2012年和2016年夏季残疾人奥林匹克运动会田径比赛，获得三枚金牌。